# 崔應極
崔應極（1496年—？年），字建之，河南開封府通許縣人，民籍。明朝政治人物。同進士出身。

## 生平
治《詩經》，行二，由縣學生中式嘉靖元年壬午科（1522年）河南鄉試第十六名舉人，年二十八歲中式嘉靖二年（1523年）癸未科會試第一百六十一名，第三甲第十三名進士。任江西撫州府推官，擢户部主事，謫開州州判。

## 家族
曾祖崔浩。祖父崔珽，知县，贈文林郎。父崔敖，兵馬指挥，封文林郎。前母于氏，贈孺人；母张氏，封孺人。具庆下。兄應辰，典膳；弟應昌、應聘、應怡、應恪。